# Fano
Fano is een stad in de Italiaanse regio Marche en maakt deel uit van de provincie Pesaro-Urbino.
De stad ligt aan de Adriatische Zee, iets ten noorden van de monding van de rivier de Metauro. Na Pesaro en Ancona is Fano de derde stad van de regio Marche wat betreft inwonertal.
De volgende frazioni maken deel uit van de gemeente: Ponte Sasso

## Geschiedenis
In de Romeinse tijd heette de stad Fanum Fortunae, vernoemd naar de tempel Fortunae. Keizer Augustus maakte er een kolonie van en herdoopte het Colonia Julia Fanestris. Hij liet in het jaar 9 een stadspoort bouwen die er vandaag de dag nog staat. In 538 werd Fano verwoest door de Goten en vervolgens weer opgebouwd door Belisarius, generaal van het Byzantijnse Rijk.
Vandaag de dag is Fano is een belangrijk commercieel en industrieel centrum, een geliefde badplaats en in het bezit van een bedrijvige jacht- en vissershaven. De stad ligt langs de snelweg A14 Bologna-Tarente, de spoorlijn Milaan-Lecce en de belangrijke Via Flaminia die naar Rome leidt.

## Bezienswaardigheden
- Boog en muren van Augustus
- Kathedraal
- Palazzo del Podestà
- Palazzo Malatestiana (Musea)

## Evenementen
- Carnevale di Fano
- Fano Jazz by the Sea
- Fano International Film Festival

## Geboren
- Paus Clemens VIII (Ippolito Aldobrandini) (1536-1605), Paus (1592-1605)
- Gaetano Brunetti (1744 – 1798), Italiaans-Spaans componist
- Innocenzo Ferrieri (1810-1887), Italiaans kardinaal
- Enzo Omiccioli (1915-1941), Italiaanse jachtvlieger
- Walter Omiccioli (1920), Italiaanse jachtvlieger
- Giovanni Tonucci (1941), Italiaanse nuntius

## Partnersteden
- Rastatt (Duitsland)
- Saint-Ouen-l'Aumône (Frankrijk)
- St Albans (Verenigd Koninkrijk)
- Stříbro (Tsjechië)

## Galerij

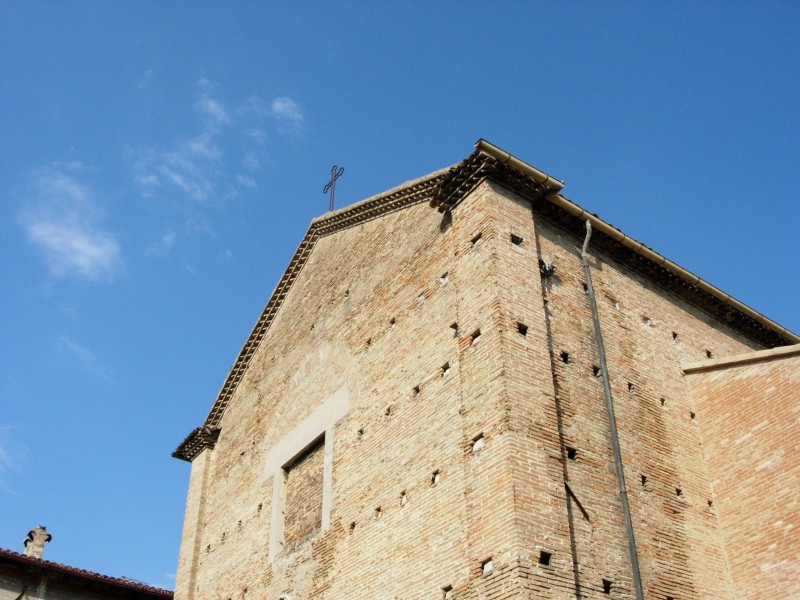
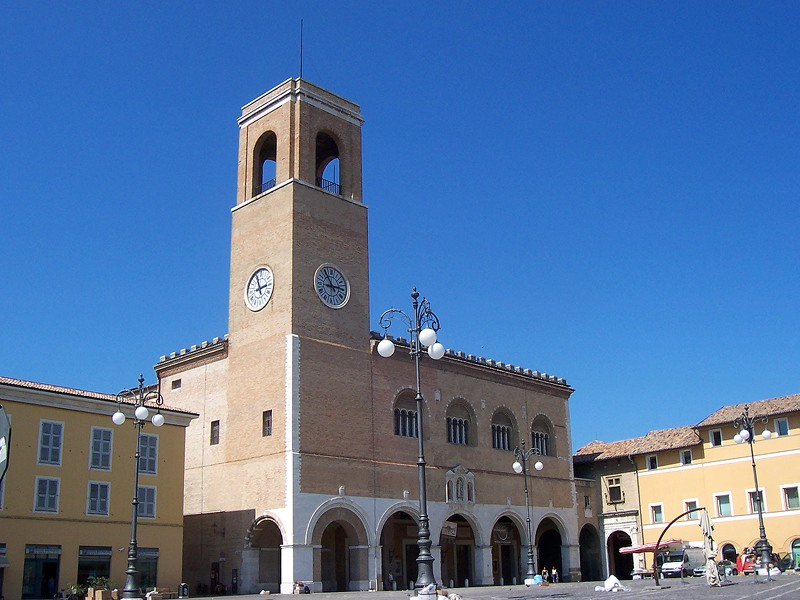
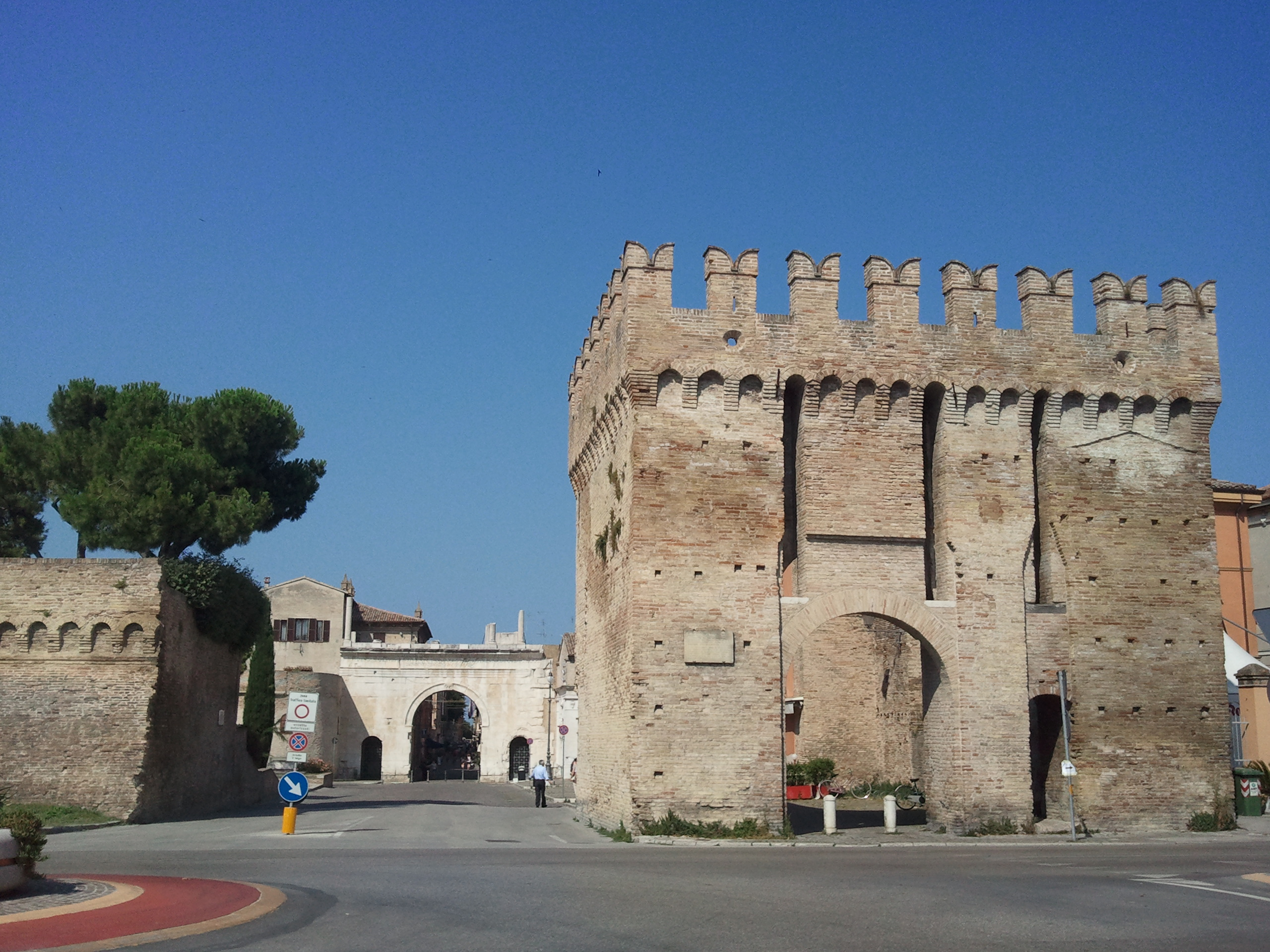
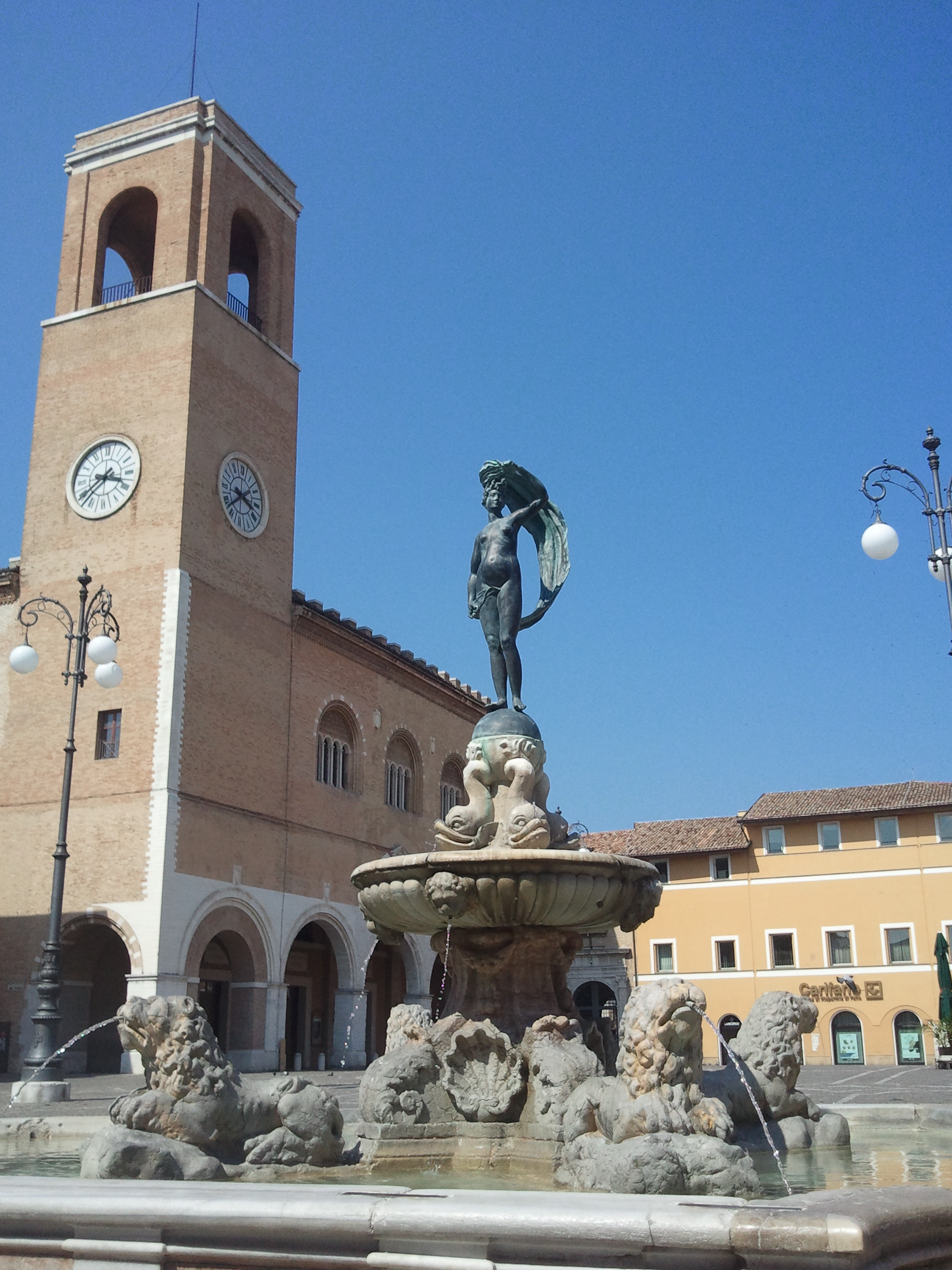
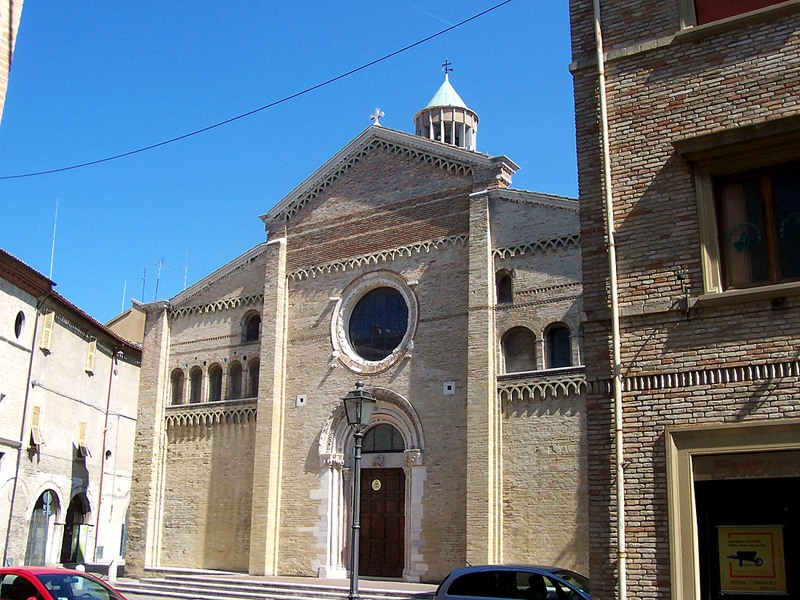
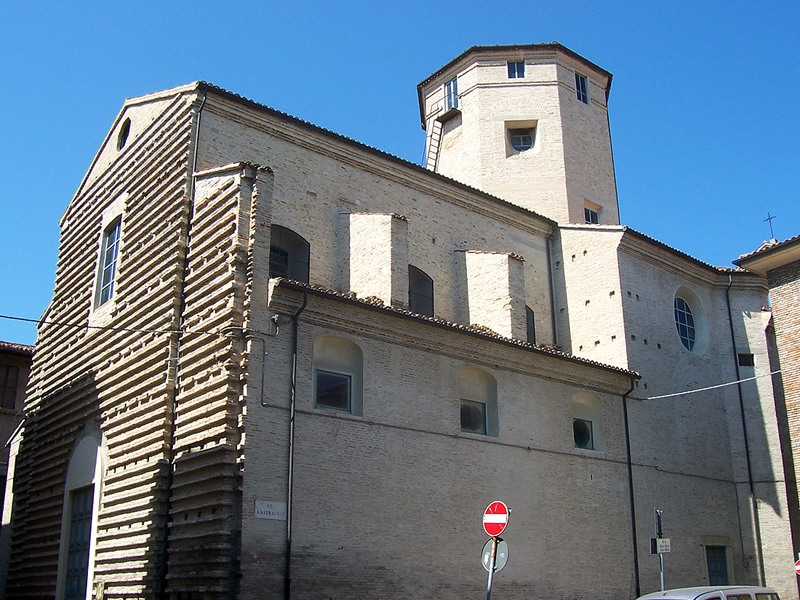

Acqualagna · Apecchio · Auditore · Barchi · Belforte all'Isauro · Borgo Pace · Cagli · Cantiano · Carpegna · Cartoceto · Casteldelci · Colbordolo · Fano · Fermignano · Fossombrone · Fratte Rosa · Frontino · Frontone · Gabicce Mare · Gradara · Isola del Piano · Lunano · Macerata Feltria · Maiolo · Mercatello sul Metauro · Mercatino Conca · Mombaroccio · Mondavio · Mondolfo · Monte Cerignone · Monte Grimano · Monte Porzio · Montecalvo in Foglia · Monteciccardo · Montecopiolo · Montefelcino · Montelabbate · Montemaggiore al Metauro · Novafeltria · Orciano di Pesaro · Peglio · Pennabilli · Pergola · Pesaro · Petriano · Piagge · Piandimeleto · Pietrarubbia · Piobbico · Saltara · San Costanzo · San Giorgio di Pesaro · San Leo · San Lorenzo in Campo · Sant'Agata Feltria · Sant'Angelo in Lizzola · Sant'Angelo in Vado · Sant'Ippolito · Sassocorvaro · Sassofeltrio · Serra Sant'Abbondio · Serrungarina · Talamello · Tavoleto · Tavullia · Urbania · Urbino
1. ↑  https://demo.istat.it/?l=it.